# IC 5199
IC 5199 је спирална галаксија у сазвјежђу Ждрал која се налази на листи објеката дубоког неба у Индекс каталогу.
Деклинација објекта је - 37° 32' 3" а ректасцензија 22h 19m 32,9s. Привидна величина (магнитуда) објекта IC 5199 износи 14,2 а фотографска магнитуда 15,0. Налази се на удаљености од 66,703 милиона парсека од Сунца. IC 5199 је још познат и под ознакама ESO 344-20, MCG -6-49-2, IRAS 22166-3747, PGC 68574.